# Spencer Smith (triatleta)
Spencer Smith (Middlesex, 1973) es un deportista británico que compitió en triatlón y duatlón.
Ganó dos medallas de oro en el Campeonato Mundial de Triatlón, en los años 1993 y 1994, y tres medallas en el Campeonato Europeo de Triatlón entre los años 1992 y 1997. Además, obtuvo una medalla de bronce en el Campeonato Mundial de Triatlón de Larga Distancia de 1996.
En duatlón consiguió una medalla de bronce en el Campeonato Mundial de 1993 y una medalla de oro en el Campeonato Europeo de 1992.

## Palmarés internacional
| Campeonato Mundial | Campeonato Mundial         | Campeonato Mundial | Campeonato Mundial |
| Año                | Lugar                      | Medalla            | Prueba             |
| ------------------ | -------------------------- | ------------------ | ------------------ |
| 1993               | Mánchester (Reino Unido)   | Medalla de oro     | Individual         |
| 1994               | Wellington (Nueva Zelanda) | Medalla de oro     | Individual         |
| Campeonato Europeo |                            |                    |                    |
| Año                | Lugar                      | Medalla            | Prueba             |
| 1992               | Lommel (Bélgica)           | Medalla de oro     | Individual         |
| 1995               | Estocolmo (Suecia)         | Medalla de bronce  | Individual         |
| 1997               | Vuokatti (Finlandia)       | Medalla de oro     | Individual         |

| Campeonato Mundial | Campeonato Mundial      | Campeonato Mundial | Campeonato Mundial |
| Año                | Lugar                   | Medalla            | Prueba             |
| ------------------ | ----------------------- | ------------------ | ------------------ |
| 1996               | Muncie (Estados Unidos) | Medalla de bronce  | Individual         |

| Campeonato Mundial | Campeonato Mundial         | Campeonato Mundial | Campeonato Mundial |
| Año                | Lugar                      | Medalla            | Prueba             |
| ------------------ | -------------------------- | ------------------ | ------------------ |
| 1993               | Arlington (Estados Unidos) | Medalla de bronce  | Individual         |
| Campeonato Europeo |                            |                    |                    |
| Año                | Lugar                      | Medalla            | Prueba             |
| 1992               | Madrid (España)            | Medalla de oro     | Individual         |